# Предраг Драговић
Предраг Драговић (Драговића Поље, код Колашина, 1. септембар 1953) српски је сликар и вајар.

## Биографија
Основну школу похађа у Драговића Пољу, гимназију је учио у Колашину и Чајничу. Вишу педагошку школу завршио је у Никшићу. Факултет ликовних уметности у Београду, одсек сликарство, завршио је 1979. године. Члан УЛУС-а постао је 1980. године. Исте године је стекао стаус слободног уметника. У току рада је створио тематске целине слика, цртежа и графика: актова, портрета, пејзажа, композиција из Старог Завета и Новог Завета. Његово стваралаштво се може сврстати и у велике циклусе, серије слика, којима се повремено поново враћа: Свеци и Себри, Свети Сава, Врхови (планински пејзажи), Костићи, Ликовно читање Горског вијенца, портрети српских песника... У графичким техникама дубоке штампе, литографије и сериграфије реализовао је песме графике са Матијом Бећковићем, Рајком Петровим Ногом и Драганом Лакићевићем. На Југословенском конкурсу за израду рељефа у Бару 1986. године, добио је другу награду (прва није додељана). Самостално излаже од 1980. Године. Излагао је у градовима бивше Југославије, Францунске, Шпаније, Швајцарске, Италије, Бугарске и Грчке. .

## Важније самосталне изложбе
- 1980 ЦРТЕЖИ, Галерија студентски град, Нови Београд
- 1985 ЦРТЕЖИ И ГРАФИКЕ, Галерија Дома омладине Будо Томовић, Титоград
- 1985 ТРЕНУТАК У ЗАВИЧАЈУ, Галерија Ђуро Салај, Београд
- 1987 ПАПИРИ - ГВАШЕВИ, Галерија Дома омладине Београда
- 1987 НЕГДЕ ИЗМЕЋУ, (слике и цртежи), Народни музеј Краљево
- 1988 СВЕЦИ И СЕБРИ (цртежи великог формата), Галерија Културног центра Врање
- 1991 СВЕТИ САВА – 12 ПОРТРЕТА (слике), Галерија Рас, Београд
- 1995 ПАРИСКИ ЦИКЛУС (слике), Завичајни музеј Колашин
- 1996 СЛИКЕ, СКЦ Београд
- 1996 СЛИКЕ, Галерија Кулурни центар Приштина
- 1997 СЛИКЕ, Галерија „Центар“ Подгорица
- 2014 ГОРСКИ ВИЈЕНАЦ - ликовно читање, Галерија 73, Београд; Народни музеј Ужице и 2017. године Галерија солидарности, Котор
- 2015 КОСТИЋИ, слике, Галерија Етнографског музеја у Београду
- 2017 БРАДВА И ПЛЕТИСАНКА, скулптуре, Галерија Етнографског музеја у Београду
- 2019. ПРЕКО ПЕПЕЛА, Велика галерија Дома војске Србије, Београд
- 2021. ПРЕКО ПЕПЕЛА, Дом културе Грачаница, Галерија уметности Приштина

## Илустрације књига
Поједини циклуси цртежа и слика Предрага Драговића штампани су у посебним издањима:
- Десанка Максимовић - ТРЕНУТАК У ЗАВИЧАЈУ, цртежи Предраг Драговић, Багдала, Крушевац, 1984
- Драган Лакићевић - БОГ НА КОСОВУ, цртежи Предраг Драговић, Јединство, Приштина, 1984
- Матија Бећковић - КОСТИЋИ, слике Предраг Драговић, Београдска књига, Београд, 2012[2]
- Петар II Петровић Његош - ГОРСКИ ВИЈЕНАЦ – ЛИКОВНО ЧИТАЊЕ Предраг Драговић, Партенон, Београд, 2013[3]
- Матија Бећковић - 100 МОЈИХ ПОРТРЕТА, цртежи Предраг Драговић, Вечерње новости, Београд, 2018.
- Матија Бећковић - МОЈИХ 80 ПОРТРЕТИ, цртежи Предраг Драговић, Вечерње новости, Београд, 2019.
- Рајко Петров Ного - ДОКУМЕНТАРНИ ДЕТАЉИ, цртежи Предраг Драговић,Вечерње новости, Београд, 2019.
- Матија Бећковић - ОНАМО НАМО ПОРТРЕТИ И ПЕСМЕ, цртежи Предраг Драговић, Вечерње новости, Београд, 2021.

## Аутопоетика
- Предраг Драговић - ПРАВИЛО ЛЕВЕ РУКЕ, каталог изложбе у СКЦ Београд, Београд 1996[4]
- Предраг Драговић - МОРАЧКИ СВЕТИ ЛУКА, Књижевна споменица манастира Мораче 1252 – 2002; Београд – Морача – Цетиње 2002[5]
- Предраг Драговић - ИКОНОСОФИЈА ПОПА СТРАХИЊЕ У МОРАЧКОЈ ПРОСКОМИДИЈИ, Политика, 17. и 18. новембар 2002[6]
- ЦРКВА СВЕТОГ ПРОРOКА ИЛИЈЕ У ДРАГОВИЋА ПОЉУ – прилог предању и памћењу – приредио Предраг Драговић, Партенон, Београд, 2013